# 赫苏斯·马丁内斯
赫苏斯·马丁内斯（西班牙語：Jesús Martínez，1952年6月7日—），墨西哥男子足球运动员，司职后卫。他曾代表墨西哥国家队参加1978年国际足联世界杯，结果队伍止步小组赛阶段。